# Lyrocteis
Lyrocteis är ett släkte av kammaneter. Lyrocteis ingår i familjen Lyroctenidae.
Lyrocteis är enda släktet i familjen Lyroctenidae.
Kladogram enligt Catalogue of Life:
| Lyrocteis | \| \| Lyrocteis flavopallidus \| \| \| \| \| \| Lyrocteis imperatoris \| \| \| \| |
|           | \| \| Lyrocteis flavopallidus \| \| \| \| \| \| Lyrocteis imperatoris \| \| \| \| |
|           | Lyrocteis flavopallidus                                                           |
|           |                                                                                   |
|           | Lyrocteis imperatoris                                                             |
|           |                                                                                   |